# Raouf Kouka
Raouf Kouka (arabe : رؤوف كوكة) est un réalisateur et producteur de télévision tunisien.
Il est notamment réputé pour ses productions ramadanesques. Il est aussi connu pour ses positions politique, particulièrement son opposition au régime de Zine el-Abidine Ben Ali et son soutien financier à la télévision nationale durant la période post-révolution.

## Télévision
- 1994-2003 : Caméra cachée
- 1994-1995 : Fawazir Fawanis
- 2000-2001 : Tarik El Noujoum
- 2014-2016 : Caméra cachée
- 2017-2021 : Caméra cachée sur 218TV (en)